# Яндекс.Фотки
«Яндекс.Фотки» — бесплатный фотохостинг компании «Яндекс. 7 марта 2018 года было объявлено о прекращении работы сервиса Яндекс.Фотки. С 27 апреля 2018 года доступ к сайту закрыт, изображения перенесены на Яндекс.Диск.
Фотохостинг имел интеграцию с закрытым в 2014 году блог-сервисом «Я.ру».
Пользователи Windows XP, Windows Vista и Windows 7 могут установить специальную программу Яндекс.Фотки, которая позволяет упорядочить архив фотографий на компьютере и загружать их на сервис.